# 올버니 공작
올버니 공작(Duke of Albany)은 스코틀랜드 왕실과 영국 왕실의 작위이다.

## 역대 올버니 공작
- 제1차 (1385년)
  - 로버트 (1398–1420)
  - 머독 (1420–1425)
- 제2차 (1458년 이전)
  - 알렉산더 (1458년 이전–1485)
  - 존 (1485–1536)
- 임시 (1541년)
  - 아서 혹은 로버트 (1541)
- 제3차 (1565년)
  - 단리 경 헨리 (1565–1567)
  - 제임스 (1567)
- 제4차 (1603년)
  - 찰스 (1603–1625)
- 제5차 (1660년)
  - 제임스 (1660–1685)
- 제6차 (1881년)
  - 레오폴드 (1881–1884)
  - 찰스 에드워드(1884–1919)

## 같이 보기
- 올버니 공작부인
- 요크 공작
- 요크와 올버니 공작